# Nút giao thông Jōsō
Nút giao thông Jōsō (Tiếng Nhật: 常総インターチェンジ) còn được gọi là Jōsō IC (Tiếng Nhật: 常総IC) là điểm giao cắt số 75 của Đường cao tốc Ken-Ō, nối liền Jōsō, Ibaraki, Nhật Bản.

## Lịch sử
- 26 tháng 2 năm 2017: Đường cao tốc Sakai-Koga IC [ja] - Tsukuba-chūō IC [ja] khai trương[1].

## Xung quanh nút giao thông
- Quốc lộ 294 [ja]
- Ga Mitsuma [ja]（Tuyến đường sắt Kantō Jōsō [ja]）
- TSUTAYA BOOKSTORE
- Trạm Đường Joso [ja]